# Championnat de France de rugby à XV 2005-2006
Navigation
Top 16 2004-2005 Top 14 2006-2007
Le Championnat de France de rugby à XV 2005-2006 est la 107e édition de la compétition. À partir de cette saison, il porte le nom de Top 14  et, comme son nom l'indique, met aux prises les quatorze meilleurs clubs de France. La compétition débute le 20 août 2005 pour terminer par une finale au Stade de France le 10 juin 2006. Après une phase de classement par matchs aller et retour, mettant aux prises toutes les équipes, les quatre premières équipes sont qualifiées pour les demi-finales et les deux dernières équipes sont reléguées en Pro D2.
Le Biarritz olympique remporte le championnat de rugby Top 14 après avoir battu le Stade toulousain en finale. Il gagne ainsi un 3e de champion de France pendant les années 2000. Le Stade toulousain perd une seconde fois en finale après son dernier titre remporté en 2001. Les deux autres équipes qualifiées pour les demi-finales sont le Stade français, et l'USAP. La Section paloise et le RC Toulon joueront en Pro D2 en 2006-2007 ; ils seront remplacés dans le Top 14 par l'US Montauban et le SC Albi.
Le record de spectateurs pour un match de rugby en France est battu à l'occasion du match Stade français - Biarritz lors de la 17e journée avec 79 604 spectateurs.

## Liste des équipes en compétition
En raison de la restriction du nombre de clubs seul le RC Toulon a été promu dans le Top 14 à l'issue de la saison de Pro D2 2004-05, tandis que le FC Grenoble, l'AS Béziers et le FC Auch sont relégués. La compétition oppose pour la saison 2005-2006 les quatorze meilleures équipes françaises de rugby à XV :
| \| SU Agen Aviron bayonnais Biarritz olympique CS Bourgoin-Jallieu CA Brive Castres olympique ASM Clermont Montpellier RC RC Narbonne Stade français Paris Section · paloise USA Perpignan RC Toulon Stade · toulousain \| Localisation des clubs engagés en championnat. |
| SU Agen Aviron bayonnais Biarritz olympique CS Bourgoin-Jallieu CA Brive Castres olympique ASM Clermont Montpellier RC RC Narbonne Stade français Paris Section · paloise USA Perpignan RC Toulon Stade · toulousain                                                      |

## Résumé des résultats

### Classement de la phase régulière
| Rang | Club                   | J  | V  | N | D  | Bo | Bd | Pm  | Pe  | Diff | Pts |
| ---- | ---------------------- | -- | -- | - | -- | -- | -- | --- | --- | ---- | --- |
| 1    | Biarritz olympique (T) | 26 | 19 | 0 | 7  | 8  | 6  | 694 | 350 | +344 | 90  |
| 2    | Stade français Paris   | 26 | 19 | 0 | 7  | 10 | 3  | 633 | 437 | +196 | 89  |
| 3    | Stade toulousain       | 26 | 19 | 0 | 7  | 8  | 4  | 713 | 427 | +286 | 88  |
| 4    | USA Perpignan          | 26 | 18 | 0 | 8  | 9  | 3  | 671 | 398 | +273 | 84  |
| 5    | SU Agen                | 26 | 15 | 0 | 11 | 7  | 3  | 655 | 540 | +115 | 70  |
| 6    | CS Bourgoin-Jallieu    | 26 | 14 | 0 | 12 | 7  | 4  | 591 | 516 | +75  | 67  |
| 7    | Castres olympique      | 26 | 13 | 0 | 13 | 6  | 8  | 685 | 559 | +126 | 66  |
| 8    | ASM Clermont           | 26 | 14 | 0 | 12 | 5  | 2  | 577 | 569 | +8   | 63  |
| 9    | CA Brive               | 26 | 10 | 1 | 15 | 2  | 7  | 431 | 553 | -122 | 51  |
| 10   | RC Narbonne            | 26 | 11 | 0 | 15 | 1  | 2  | 533 | 775 | -242 | 47  |
| 11   | Montpellier HR         | 26 | 9  | 0 | 17 | 5  | 5  | 574 | 659 | -85  | 46  |
| 12   | Aviron bayonnais       | 26 | 8  | 1 | 17 | 4  | 5  | 514 | 669 | -155 | 43  |
| 13   | Section paloise        | 26 | 9  | 0 | 17 | 1  | 3  | 476 | 790 | -314 | 40  |
| 14   | RC Toulon (P)          | 26 | 3  | 0 | 23 | 0  | 7  | 332 | 837 | -505 | 19  |

|  | Qualifiés pour la phase finale et la Coupe d'Europe 2006-2007 (no 1, no 2, no 3, no 4). |
|  | Qualifiés pour la Coupe d'Europe 2006-2007 (no 5, no 6, no 7).                          |
|  | Relégués en Pro D2 pour la saison2006-2007(no 13 et no 14).                             |
|  | T : Tenant du titre 2005 • P : Promus 2005                                              |

Lors de la dernière journée pleine de suspense, Bayonne se maintient dans le Top 14, il a manqué un essai aux Palois pour qu'ils se maintiennent dans le Top 14.

### Phase finale
Les quatre premiers de la phase régulière sont qualifiés pour les demi-finales. Le premier reçoit le quatrième et le deuxième reçoit le troisième. Les vainqueurs s'affrontent en finale.
|  | Demi-finales                                   | Demi-finales                                   |                        |    | Finale                                       | Finale                                       |
|  | Demi-finales                                   | Demi-finales                                   |                        |    | Finale                                       | Finale                                       |
|  |                                                |                                                |                        |    |                                              |                                              |
|  | 2 juin 2006 au Stade de la Mosson, Montpellier | 2 juin 2006 au Stade de la Mosson, Montpellier |                        |    | 10 juin 2006 au Stade de France, Saint-Denis | 10 juin 2006 au Stade de France, Saint-Denis |
|  | 2 juin 2006 au Stade de la Mosson, Montpellier | 2 juin 2006 au Stade de la Mosson, Montpellier |                        |    | 10 juin 2006 au Stade de France, Saint-Denis | 10 juin 2006 au Stade de France, Saint-Denis |
|  | [1] Biarritz olympique                         | 12                                             |                        |    | 10 juin 2006 au Stade de France, Saint-Denis | 10 juin 2006 au Stade de France, Saint-Denis |
|  | [1] Biarritz olympique                         | 12                                             |                        |    | 10 juin 2006 au Stade de France, Saint-Denis | 10 juin 2006 au Stade de France, Saint-Denis |
|  | [4] USA Perpignan                              | 9                                              |                        |    | 10 juin 2006 au Stade de France, Saint-Denis | 10 juin 2006 au Stade de France, Saint-Denis |
|  | [4] USA Perpignan                              | 9                                              | [1] Biarritz olympique | 40 |                                              |                                              |
|  | 3 juin 2006 au Stade de Gerland, Lyon          |                                                | [1] Biarritz olympique | 40 |                                              |                                              |
|  |                                                | [3] Stade toulousain                           | 13                     |    |                                              |                                              |
|  | [2] Stade français Paris                       | [3] Stade toulousain                           | 13                     | 9  |                                              |                                              |
|  | [2] Stade français Paris                       |                                                |                        | 9  |                                              |                                              |
|  | [3] Stade toulousain                           | 12                                             |                        |    |                                              |                                              |
|  | [3] Stade toulousain                           | 12                                             |                        |    |                                              |                                              |

## Résultats détaillés

### Phase régulière

#### Tableau synthétique des résultats
| Clubs                | AGE   | BAY   | BIA   | BOU   | BRI   | CAS   | CLE   | MPL   | NAR   | PAU   | PER   | STF   | TLN   | TLS   |
| -------------------- | ----- | ----- | ----- | ----- | ----- | ----- | ----- | ----- | ----- | ----- | ----- | ----- | ----- | ----- |
| SU Agen              |       | 26-12 | 29-25 | 24-20 | 19-13 | 40-16 | 42-3  | 41-10 | 58-24 | 22-11 | 33-14 | 12-8  | 30-0  | 16-33 |
| Aviron bayonnais     | 19-25 |       | 10-9  | 22-33 | 17-11 | 11-34 | 19-24 | 44-14 | 47-21 | 44-16 | 15-33 | 28-11 | 43-16 | 12-26 |
| Biarritz olympique   | 17-9  | 53-7  |       | 29-10 | 43-5  | 18-14 | 9-0   | 57-7  | 59-10 | 33-16 | 29-8  | 7-14  | 57-12 | 29-20 |
| CS Bourgoin-Jallieu  | 33-6  | 37-9  | 36-22 |       | 19-14 | 23-24 | 22-11 | 17-3  | 35-13 | 52-13 | 15-18 | 29-16 | 40-21 | 12-37 |
| CA Brive             | 18-16 | 19-19 | 8-15  | 15-10 |       | 23-18 | 29-14 | 18-14 | 12-10 | 34-10 | 14-42 | 22-28 | 21-16 | 10-9  |
| Castres olympique    | 19-26 | 30-23 | 13-19 | 29-16 | 48-14 |       | 41-8  | 52-28 | 36-6  | 66-8  | 18-23 | 10-11 | 43-11 | 24-44 |
| ASM Clermont         | 37-24 | 37-15 | 6-16  | 22-10 | 15-11 | 28-26 |       | 29-23 | 30-9  | 27-13 | 15-20 | 23-12 | 64-12 | 28-22 |
| Montpellier RC       | 44-19 | 33-0  | 18-21 | 33-20 | 24-13 | 16-34 | 42-13 |       | 36-13 | 41-36 | 19-17 | 24-43 | 65-0  | 12-24 |
| RC Narbonne          | 27-25 | 27-15 | 12-34 | 15-29 | 32-22 | 41-10 | 34-28 | 19-15 |       | 26-19 | 25-13 | 26-20 | 37-19 | 27-19 |
| Section paloise      | 26-23 | 21-18 | 26-20 | 18-29 | 16-15 | 25-27 | 16-28 | 21-12 | 28-24 |       | 15-12 | 9-32  | 31-28 | 13-27 |
| USA Perpignan        | 34-9  | 54-13 | 3-17  | 27-3  | 24-6  | 34-3  | 34-25 | 42-20 | 33-0  | 40-14 |       | 16-12 | 52-0  | 15-13 |
| Stade français Paris | 37-24 | 27-19 | 21-16 | 33-7  | 25-17 | 25-10 | 28-15 | 45-13 | 36-24 | 42-26 | 23-16 |       | 31-3  | 29-15 |
| RC Toulon            | 21-50 | 19-14 | 10-20 | 13-15 | 13-20 | 9-16  | 14-36 | 8-3   | 33-9  | 16-20 | 12-25 | 11-24 |       | 15-18 |
| Stade toulousain     | 19-7  | 13-19 | 26-20 | 29-19 | 37-27 | 29-24 | 26-11 | 13-5  | 64-22 | 52-9  | 30-22 | 15-0  | 53-0  |       |

|  | Victoire à domicile |  | Match nul |  | Défaite à domicile |

### Phase finale

#### Demi-finales

##### Résultats
| 2 juin 2006 | Biarritz olympique                                       | 12 – 9 (6 - 3) | USA Perpignan                                     | Stade de la Mosson, Montpellier |
| 2 juin 2006 | Pénalité(s) : Dupuy (6e, 31e, 55e) Drop(s) : Dupuy (70e) |                | Pénalité(s) : Edmonds (2e, 50e), Laharrague (74e) | Stade de la Mosson, Montpellier |
| 2 juin 2006 |                                                          |                |                                                   | Stade de la Mosson, Montpellier |

| 3 juin 2006 | Stade français Paris                          | 9 – 12 (0 - 6) | Stade toulousain                                                         | Stade de Gerland, Lyon |
| 3 juin 2006 | Pénalité(s) : Skrela (44e, 55e), Fillol (71e) |                | Pénalité(s) : Michalak (33e, 52e) Drop(s) : Michalak (17e), Dubois (78e) | Stade de Gerland, Lyon |
| 3 juin 2006 |                                               |                |                                                                          | Stade de Gerland, Lyon |

##### Composition des équipes
- Biarritz olympique
  - Titulaires : Nicolas Brusque, Jean-Baptiste Gobelet, Philippe Bidabé,  Federico Martin Aramburu,  Sireli Bobo,- (o) Julien Peyrelongue, (m) Julien Dupuy, Imanol Harinordoquy,  Thomas Lièvremont (cap), Serge Betsen,  Olivier Olibeau,  Jérôme Thion, Benoît Lecouls,  Benoît August,  Petru Bălan
  - Remplaçants (entrés en jeu) :  Thierry Dusautoir (45e), Census Johnston (41e), Benjamin Noirot (79e)

- USA Perpignan
  - Julien Laharrague, Christophe Manas, David Marty, Gavin Hume,  Matthieu Bourret, (o) Manuel Edmonds, (m) Nicolas Durand, Bernard Goutta (cap), Ovidiu Tonita, Grégory Le Corvec, Nathan Hines,  Colin Gaston, Nicolas Mas, Michel Konieck, Perry Freshwater
  - Remplaçants (entrés en jeu) : Nicolas Laharrague (73e), Scott Robertson (60e), Viliami Vaki (72e), Marius Tincu (53e), Vincent Debaty (49e)

- Stade français Paris
  - Titulaires : Juan Martín Hernández, Christophe Dominici, Geoffroy Messina,  David Skrela, Julien Saubade, (o) Alain Penaud, (m) Jérôme Fillol, Pierre Rabadan, Sergio Parisse, Mauro Bergamasco, David Auradou (cap.), Mike James, Sylvain Marconnet, Dimitri Szarzewski, Rodrigo Roncero
  - Remplaçants : Mathieu Blin (72e), Pieter de Villiers (57e), Boela du Plooy, Rémy Martin (56e), Agustín Pichot, Mirco Bergamasco (72e), Lucas Borges

- Stade toulousain
  - Titulaires : Clément Poitrenaud, Vincent Clerc, Florian Fritz, Yannick Jauzion, Cédric Heymans, (o) Frédéric Michalak, (m) Jean-Baptiste Élissalde, Grégory Lamboley, Finau Maka, Yannick Nyanga, Trevor Brennan, Fabien Pelous, Omar Hasan, Yannick Bru (cap.), Jean-Baptiste Poux
  - Remplaçants : Virgile Lacombe (78e), Daan Human (48e) , Romain Millo-Chlusky (68e), Isitolo Maka (68e), Jean Bouilhou (48e), Jean-Frédéric Dubois (47e), Xavier Garbajosa (64e)

#### Finale
| Équipes            | Biarritz olympique - Stade toulousain |
| Score              | 40 - 13 (mi-temps : 9-6) |
| Date               | 10 juin 2006 |
| Stade              | Stade de France |
| Arbitre            | Didier Mené |
| Les équipes        | |
| Biarritz olympique | Titulaires : Nicolas Brusque, Jean-Baptiste Gobelet, Philippe Bidabé, Damien Traille, Sireli Bobo,- (o) Julien Peyrelongue, (m) Dimitri Yachvili, Imanol Harinordoquy, Thierry Dusautoir, Serge Betsen, Olivier Olibeau, Jérôme Thion, Benoît Lecouls, Benoît August (cap.), Petru Bălan Remplaçants : Julien Dupuy, Federico Martin Aramburu, Census Johnston, Benjamin Noirot, David Couzinet, Thomas Lièvremont, Benjamin Dambielle |
| Stade toulousain   | Titulaires : Clément Poitrenaud, Vincent Clerc, Florian Fritz, Yannick Jauzion, Cédric Heymans, (o) Frédéric Michalak, (m) Jean-Baptiste Élissalde, Jean Bouilhou, Finau Maka, Yannick Nyanga, Trevor Brennan, Fabien Pelous, Omar Hasan, Yannick Bru (cap.), Jean-Baptiste Poux Remplaçants : Virgile Lacombe, Daan Human, Romain Millo-Chlusky, Grégory Lamboley, Isitolo Maka, Jean-Frédéric Dubois, Xavier Garbajosa               |
| Points marqués     | |
| Biarritz olympique | 5 essais par Harinordoquy (73e), August (70e), Traille (61e), Bobo (48e) et Gobelet (45e), 3 transformations par Yachvili (46e, 49, 62e), 3 pénalités par Yachvili (1re, 24e, 31e) |
| Stade toulousain   | 1 essai par Lamboley (64e), 1 transformation par Élissalde (65e), 1 pénalité par Élissalde (30e), 1 drop par Michalak (6e) |

## Statistiques

### Meilleurs réalisateurs
| Rang | Joueur                  | Club              | Points |
| ---- | ----------------------- | ----------------- | ------ |
| 1    | Cédric Rosalen          | RC Narbonne       | 328    |
| 2    | Romain Teulet           | Castres olympique | 300    |
| 3    | Richard Dourthe         | Aviron bayonnais  | 295    |
| 4    | Lionel Beauxis          | Section paloise   | 243    |
| 5    | Jean-Baptiste Élissalde | Stade toulousain  | 241    |
| 6    | Maxime Petitjean        | CA Brive          | 213    |
| 7    | François Gelez          | SU Agen           | 196    |

### Meilleurs marqueurs d'essais
| Rang | Joueur              | Club                | Essais |
| ---- | ------------------- | ------------------- | ------ |
| 1    | Rupeni Caucaunibuca | SU Agen             | 17     |
| 2    | Sireli Bobo         | Biarritz olympique  | 15     |
| 3    | Cédric Heymans      | Stade toulousain    | 11     |
| -    | Anthony Forest      | CS Bourgoin-Jallieu | 11     |
| -    | Vincent Clerc       | Stade toulousain    | 11     |
| 6    | Laurent Arbo        | Montpellier RC      | 10     |
| -    | Philippe Bidabé     | Biarritz olympique  | 9      |
| -    | Laloa Milford       | Castres olympique   | 9      |
| -    | Florian Fritz       | Stade toulousain    | 9      |
| -    | Julien Saubade      | Stade français      | 9      |